# 艾哈迈德·内杰代特·塞泽尔

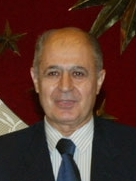
艾哈迈德·内杰代特·塞泽尔

艾哈迈德·内杰代特·塞泽尔（1941年9月13日—），土耳其政治家，生于阿菲永，土耳其第10任总统。
1958年毕业于阿菲永高中，1962年毕业于安卡拉大学法学院并在安卡拉成为一名法官，1998年1月起任宪法法院院长。2000年5月5日，被土耳其大国民议会选为第10任总统，5月16日正式就职。2007年5月9日，土耳其唯一总统候选人阿卜杜拉·居尔退出土耳其总统选举，土耳其议会宣布停止总统选举，将在新一届议会产生后再举行总统选举。塞泽尔不会在原定任期结束的5月16日离任，而将延任至新总统产生。
| 前任： 苏莱曼·德米雷尔 | 土耳其总统 2000年－2007年 | 繼任： 阿卜杜拉·居尔 |